# Pac-Man Bounce
Pac-Man Bounce è un videogioco freeware del 2015 di Namco Bandai e Victory Square Games Inc. ideato da Tohru Iwatani per smartphone e in seguito uscito anche per PC appartenente alla mondialmente famosa serie Pac-Man e realizzato per il suo trentacinquesimo anniversario. È stato lanciato all'inizio come esclusiva canadese ed australiana per poi essere pubblicato a settembre 2015 in tutti gli stati.
Si tratta di un videogioco composto da 10 mondi contenenti ciascuno altrettanti livelli per un totale di 100, consistenti ciascuno in rompicapi il cui fine è raggiungere la chiave non controllando Pac-Man, che può soltanto rimbalzare sui muri diagonalmente, ma gli oggetti vicini per poter creare un percorso a lui sicuro e possibile.
Nonostante abbandoni la classica meccanica di gioco della serie, presenta ambientazioni e personaggi storici quali i fantasmi Blinky, Pinky, Punky e Clyde. Ha ricevuto critiche maggiormente positive grazie al cambio di stile e la logica richiesta per riuscire a completare gli obiettivi ed è stato descritto come l'ultimo tentativo della storica compagnia per riportare in vigore il personaggio e la rispettiva saga videoludica in questione.